# Simon Arusei
Simon Koros Arusei (Eldoret, 4 novembre 1977) è un ex mezzofondista e maratoneta keniota.

## Biografia
Nel 2006 e nel 2007 ha partecipato a due edizioni consecutive dei Mondiali di corsa campestre, piazzandosi rispettivamente in decima ed in diciannovesima posizione, e vincendo due medaglie d'oro a squadre.

## Palmarès
| Anno | Manifestazione    | Sede    | Evento         | Risultato | Prestazione | Note |
| ---- | ----------------- | ------- | -------------- | --------- | ----------- | ---- |
| 2006 | Mondiali di cross | Fukuoka | Corsa seniores | 10º       | 36'18"      |      |
| 2006 | Mondiali di cross | Fukuoka | A squadre      | Oro       | 24 p.       |      |
| 2007 | Mondiali di cross | Mombasa | Corsa seniores | 19º       | 37'57"      |      |
| 2007 | Mondiali di cross | Mombasa | A squadre      | Oro       | 29 p.       |      |

## Campionati nazionali
2006
- Bronzo ai campionati kenioti di corsa campestre - 31'23"

## Altre competizioni internazionali
2002
- 11º alla Foulées Halluinoises ( Halluin) - 28'38"

2003
- 9º alla Maratona di Beirut ( Beirut) - 2h21'09"
- Oro alla Maratona di Lewa ( Lewa) - 2h25'40"

2004
- 6º alla Maratona di Lewa ( Lewa) - 2h23'15"
- 18º alla Maratona di Mumbai ( Mumbai) - 2h23'36"

2005
- Argento alla Mezza maratona di Nottingham ( Nottingham) - 1h03'34"
- Oro alla Mezza maratona di Plymouth ( Plymouth) - 1h03'34"
- Oro alla Mezza maratona di Coventry ( Coventry) - 1h05'25"
- 4º alla Mezza maratona di Nyeri ( Nyeri) - 1h06'06"
- Argento alla Cardiff HSBC 10km ( Cardiff) - 29'02"
- Oro alla Liverpool 10-K ( Liverpool) - 29'31"

2006
- 13º alla Marseille-Cassis ( Marsiglia), 20,3 km - 1h03'24"
- Oro alla Great South Run ( Portsmouth), 10 miglia - 47'17"
- Bronzo alla 10 km du Conseil Général ( Marsiglia) - 27'58"
- Argento alla Great Edinburgh Run ( Edimburgo) - 28'44"
- Argento al Cross Internacional de Soria ( Soria) - 30'11"
- 6º al Cross Internacional Valle de Llodio ( Llodio) - 27'20"
- Oro al Cross Internacional Castellano-Manchego ( Quintanar de la Orden) - 25'50"

2007
- Oro al CrossCup de Hannut ( Hannut) - 35'51"

2008
- 12º alla Mezza maratona di Nizza ( Nizza) - 1h04'37"
- 6º al Cross Ciudad de Haro ( Haro) - 35'25"
- 4º al Cross Internacional Ciudad de Valladolid ( Valladolid) - 31'29"

2011
- 20º alla Maratona di Ahmedabad ( Ahmedabad) - 2h30'19"
- Argento alla Great Eastern Half Marathon ( Peterborough) - 1h05'42"
- 6º alla Mezza maratona di Cardiff ( Cardiff) - 1h07'38"
- Oro alla Dulwich Runners Charity 10K ( Londra) - 31'11"